# 悪の組織
悪の組織（あくのそしき、英: Evil Organizations）とは、世界征服などの目的を掲げ、さまざまな手段や方法を用いて目的達成に向けて活動し、物語においては主人公たちと敵対する存在や非公然組織のことを指し示す概念的・抽象的表現（自ら「悪の組織」と標榜する組織はない）。
ただし、通常、一人のスパイやスーパーヒーロー、ごく普通の一般人、小さな子どもによって、その野望は阻止されてしまう。

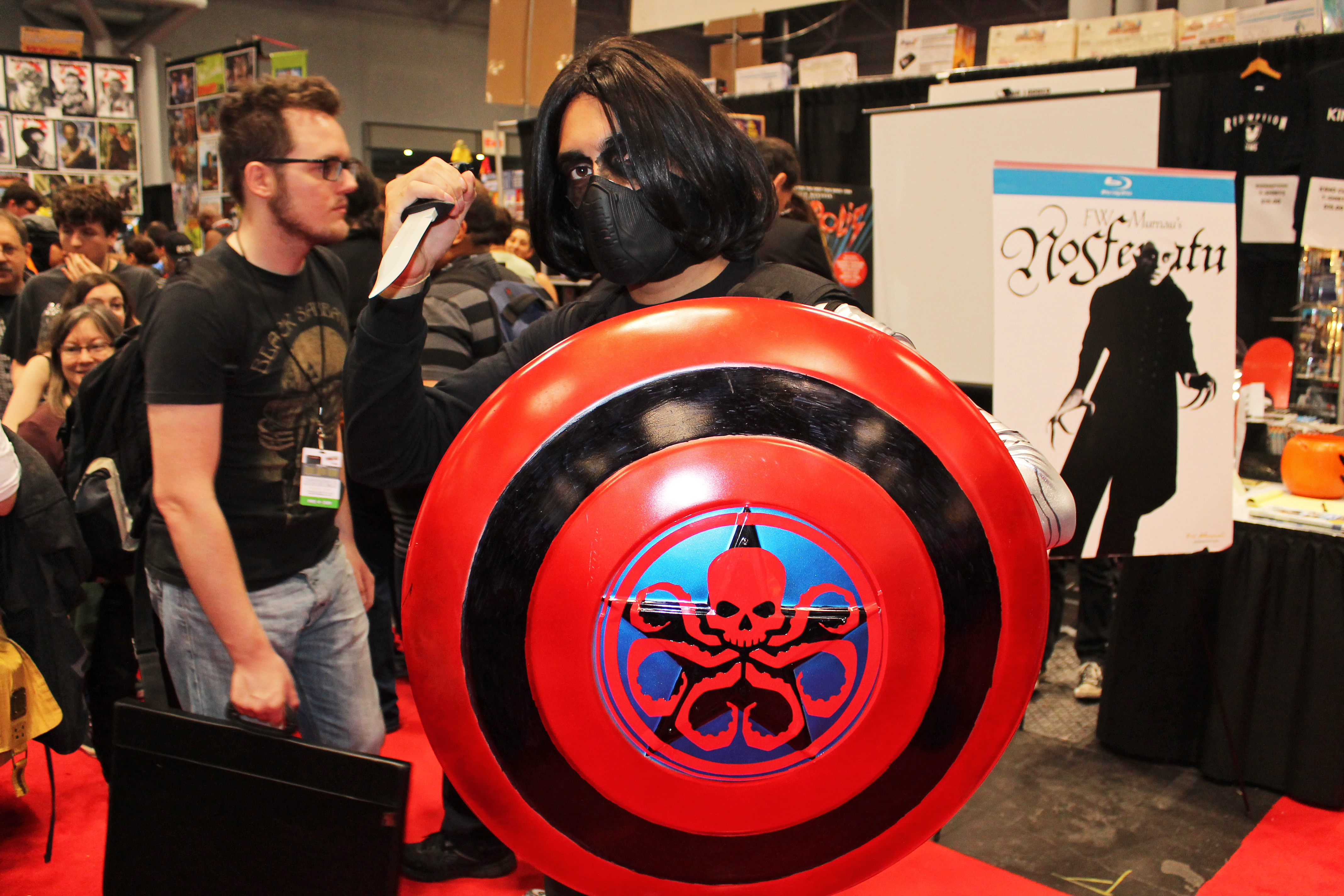
HYDRAのエージェント

## 特徴

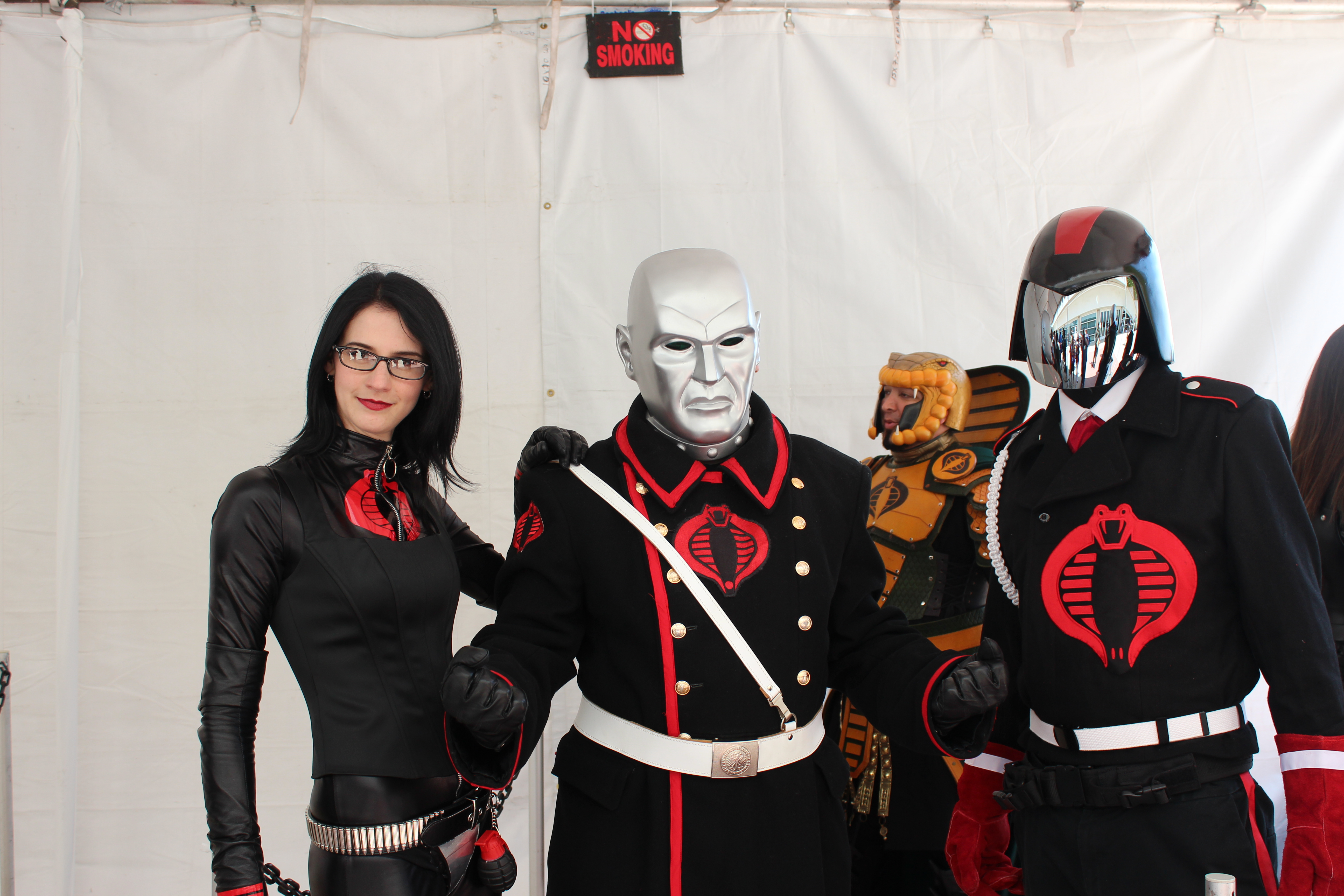
COBRAのメンバー

このような「悪の組織」は様々な組織形態を採用しているが、ほとんどの場合、いくつかの中核となる特徴を共有している。すなわち、1人のカリスマ的なリーダーに率いられた、エージェント、工作員、戦闘要員などの厳格な階層的ネットワーク、多数の隠れ家や秘密基地、脅威的な破壊力を有する兵器とそれを製造することが可能なハイテク技術、そして、公然とまたは秘密裏に世界を支配しようとする傾向である。
1. 1人の強大な能力や権力を有するリーダーや首領、総統といった人物に率いられる。
2. エージェント、工作員、暗殺者、戦闘員などの階層的な組織ネットワーク
3. 様々な場所に存在する秘密基地や施設
4. 破壊的な威力を示す兵器
5. 陰謀を張り巡らせて進行する世界支配という目的
6. 非道な目的達成のために実行に移される残虐な計画や陰謀

一方で、スーパーヴィランの歴史においては、共通の目的（主にヒーローへの対抗策であったり復讐であったり）のために協力し合う、非道徳的な個人間の同盟が数多く登場する。

## 例

### 宇宙規模
銀河帝国

銀河帝国のエンブレム

- ジョージ・ルーカス監督のSF映画『スター・ウォーズ』シリーズに登場するはるか昔の銀河系は、何世紀にもわたって平和で平等な共和国によって統治されていたが、パルパティーン議員が権力を掌握し、政府を究極の悪の組織と言っても過言ではない「銀河帝国」に変貌させてしまった（『スター・ウォーズ エピソード3/シスの復讐』、2005年）。その後、合法的に皇帝の地位に就いたパルパティーンは、恐るべき帝国軍艦隊と月サイズの宇宙要塞デス・スターが示す恐怖を利用して、次々と星系を併合していく。『スター・ウォーズ エピソード4/新たなる希望』（1977年）、『スター・ウォーズ エピソード5/帝国の逆襲』（1980年）、『スター・ウォーズ エピソード6/ジェダイの帰還』（1983年）などに見られるように、勇敢な反乱軍の抵抗運動と、行き過ぎた帝国自身の懲罰によって疲弊した将校たちの士気の低下の結果として、帝国はわずか数十年で崩壊を遂げることになる。

ファースト・オーダー
- 映画『スター・ウォーズ/フォースの覚醒』に登場する銀河帝国の残党が結成した軍事組織。『スター・ウォーズ エピソード6/ジェダイの帰還』後、新共和国の再建国後の6年後に誕生した。パルパティーン皇帝をはじめとして多くの将兵を失い弱体化した銀河帝国が新共和国との間に結んだ停戦協定によって大幅な軍縮を課せられたが、これに反発する帝国軍の主戦派は銀河の未知領域へと逃亡し、そこで最高指導者スノークのもと新たな世代のストームトルーパーの編制や各種兵力の再配備のように軍備を再編し、新たな軍事組織を結成した。旧銀河帝国では、ストームトルーパーの募集・徴兵が行われていたが、ファースト・オーダーでは｢銀河協定｣により「帝国アカデミー」の解体を命じられていたため、秘密裏に新共和国の監視が届かない辺境域の惑星から幼い子供を拉致して、独自の教育プログラムによる洗脳と軍事訓練を施し戦力として利用している。

### 世界規模
「悪の組織」の禍々しい組織名は、しばしば意味深長な正式名称の頭字語に由来する。
SPECTRE（Special Executive for Counterintelligence, Terrorism, Revenge, and Extortion；防諜・テロリズム・復讐・強奪のための特別執行機関、スペクター）
- 世界で最も有名なスパイの一人である英国MI6のジェームズ・ボンドは、イアン・フレミングの小説『サンダーボール作戦』（1961年）に登場する冷戦時代の犯罪組織"SPECTRE"のメンバーと対決したが、この組織はその後5冊の小説と7本の映画にて世界を脅かす活動を繰り返している。核による脅迫や暗殺は、世界中にいるメンバーを数字で識別している"SPECTRE"のお気に入りの戦術の一つであった。組織の首領であるエルンスト・スタヴロ・ブロフェルドは、"SPECTRE"を「メンバーの絶対的な誠実さを強みとする献身的な社交クラブ」と表現した。

THRUSH（Technological Hierarchy for the Removal of Undesirables and the Subjugation of Humanity；人類を征服する為好ましからざるものを取り除く技術階層、スラッシュ）
- 国際犯罪組織"THRUSH"は"SPECTRE"と同様に正式名称から頭文字をとった組織であり、テレビドラマ『0011ナポレオン・ソロ』では、国際機関U.N.C.L.E.（United Network Command for Law Enforcement；法執行のための連合網司令部）のエージェントであるナポレオン・ソロやイリヤ・ニコヴィッチ・クリヤキン、エイプリル・ダンサーを苦しめた。『0011ナポレオン・ソロ』(1964 - 1968)と『0022アンクルの女』(1966 - 1967)では、U.N.C.L.E.のエージェントは、THRUSHの世界支配のための様々な計画を阻止するために、一般市民の助けを借りなければならないことが多かった。

A.I.M.（Advanced Idea Mechanics、エイム）
H.I.V.E.（Hierarchy of International Vengeance and Extermination、ハイヴ）
- 何十年もの間、アメリカンコミックのスーパーヒーローたちは、マーベルコミックのA.I.M.（Advanced Idea Mechanics）やDCコミックのH.I.V.E.（Hierarchy of International Vengeance and Extermination）など、頭文字をとった悪の組織と戦ってきた。A.I.M.[3]は、当初は合法的に見えるテクノロジー企業で、その良心的な発明の数々は、自らの出自が第二次世界大戦中のナチスにあることを長い間隠し、邪悪なバケツ頭の工作員と世界征服に向けた彼らの数十年に及ぶ活動や策略の隠れ蓑になっていた。彼らの陰謀計画は、冷戦時代のスパイ組織"S.H.I.E.L.D."（Supreme Headquarters International Espionage Law-Enforcement Division、後のStrategic Hazard Intervention Espionage Logistics Directorate）のキャプテン・アメリカとニック・フューリーによって阻止されていた。1980年代には、マーク・グルューエンワルドの『キャプテン・アメリカ』では、A.I.M.が自分たちの武器を高値で売る見本市を開催している様子が描かれている。一方、H.I.V.E.は、ニューティーンタイタンズにおける様々な社会に対して数々のハイテク・テロを引き起こした犯罪者であるH.I.V.E.マスターによって設立された[4]。

HYDRA（ヒドラ）
- 他の同種の組織と同様に、マーベルのヒドラは、その創設者であるナチスのフォン・ストラッカー男爵が1944年に発見したグノビアの技術を基に、宇宙時代の技術によって新しい世界的なファシズム秩序を確立することにその使命を置いている[5]。ヒドラは、少なくとも二つの点で他の多くの悪の組織とは異なっている。その名前は、正確には頭文字からではなく、ギリシャ神話における不死身で九つの頭を持った蛇の怪物に由来し、組織は仮面とコスチュームを身に付けた兵士の軍隊が指導者をシュプリーム・ヒドラと呼び、さらに半神的存在として扱うカルト集団として組織化されている。作家のスタン・リーとアーティストのジャック・カービーが発案したHYDRAは、ジム・ステランコの革新的でアーティスティックな指導のもと、マーベルのオリジナル作品「Nick Fury: Agent of S.H.I.E.L.D.」シリーズ（1968年 - 1969年）で創作上の頂点に達した。

COBRA（コブラ）
V.E.N.O.M.（ヴェノム）
- アクションフィギュアやスーパーソルジャーを題材としたアニメ『G.I.ジョー: A Real American Hero』のように、より軍事色が強い悪の組織も存在する。脚本家は、ヒーローの明白な強みを試し、隠れた弱点を探るために悪の組織をデザインする傾向があるため、COBRAとそのスピンオフ・グループであるV.E.N.O.M.は武装し戦闘を行い、軍事的に組織化されている。前者は蛇を連想させる名前（CopperheadやPythona、Serpentorなど）を持つ武装した戦闘員で構成され、時には超能力を持つエージェントも戦闘に参加する。彼らは主に「G.I.ジョー」の超人兵士たちの敵としての役割を果たし、アニメ作品でPGレーティングされDVD直販の原因となる劇中アクションに存在意義を与えている役目を担っているので、両グループの動機は曖昧かつ無関係である。

ショッカー（2005年の映画『仮面ライダー THE FIRST』、『仮面ライダー THE NEXT』での正式名称は、「Sacred Hegemony Of Cycle Kindred Evolutional Realm」。2023年の映画『シン・仮面ライダー』での正式名称は、「秘密結社Sustainable Happiness Organization with Computational Knowledge Embedded Remodeling」）
- 特撮ドラマ『仮面ライダーシリーズ』に登場する国際的秘密結社で、世界征服を企み、目的達成のために多くの作戦を実行する。各作戦ごとに相応しい人材として、能力や体力に優れた人間に動植物などをモチーフとして改造手術を施した怪人を起用する。世界各地に、正体不明の首領が指揮する支部を持ち、その下に小規模な秘密基地を有している。ナチス・ドイツの生体移植手術の手法や人体改造技術、人材を多く受け継いだ残党組織でもあるとされ、世界各地でさまざまな犯罪や破壊工作を行っている。首領自身の所在と姿は秘匿され、各基地においては作戦司令室に掲げられたシンボルである鷲のレリーフから声で指令を発している。

### 地域規模
NATTO（ナットー、新潟県朝日村農協タクティカルオーガニゼーション）
- 東郷隆のスパイアクションコメディー小説『定吉七番』シリーズに登場する秘密結社で、主人公の所属する大阪商工会議所と敵対する汎関東主義秘密結社。関西文化を否定し、神田明神と平将門並びに東照大権現をあがめ、“全関西人の食卓に納豆を!!”をスローガンに、東日本から関西系企業を駆逐・関西人を排斥する為に暗躍する。

## 手段
悪の組織が征服計画を実現するためには、暴力的手段を伴う実力行使ではなくむしろ巧妙さを必要とする場合が多い。
例えば、マーベルの「シークレット・エンパイア」シリーズは、ヒドラの支部計画の一つとして始まったが、数年後に作家のスティーヴ・エングルハートの手によって、大幅に異なる独立した方向へと進んだ。エングルハートが描いた「シークレット・エンパイア」では、ウォーターゲート時代の政治を4色刷りのページに再現し、ニクソン政権のメンバーを模した冷酷なエージェントによる連邦政府の乗っ取りが描かれている。ボンドの"SPECTRE"のように"Secret Empire"は工作員に番号を割り当てていた。キャプテン・アメリカは、グループのリーダーであるフードをかぶったナンバーワンが、実はアメリカ大統領であることを発見する。キャプテン・アメリカは、自国の政府と悪の組織の不気味な癒着関係を知り、士気をくじかれてしまう。さらに一時的にだが、赤・白・青のコスチュームと盾を捨て、ノマドという無国籍のスーパーヒーローになった。

## 企業体
1980年代以降、多くの悪の組織が大企業の皮を被るようになった。これは、当時蔓延していた株式市場や貯蓄貸付でのスキャンダルなど、現実世界における企業の不正行為を伝えるニュースに影響されたものだと考えられている。
DCコミックスのインターギャングは、元々は禁酒法時代のメトロポリスで組織された犯罪集団だったが、放送業界の大物モーガン・エッジに乗っ取られてしまう。彼は自身の所有する合法的なWGBSメディア帝国の資源を使って、インターギャングの様々な悪事を幇助したり隠蔽している。その中には、ハイテク兵器の開発や、ジャック・カービーが創造した惑星アポコリプスの準軍事的戦術や毒ガス、壁を這う装置、想像を絶する超兵器を使用する超能力を持つ「enforcers」の利用などが含まれ、富と権力を果てしなく追求している。企業家時代のモーガン・エッジは、2003年にThe WB系列の『ヤング・スーパーマン』シリーズに2度登場し（ルトガー・ハウアーとパトリック・バーギンが演じる）、別の「悪の企業」のボス（ライオネル・ルーサー：レックス・ルーサーの冷酷な父親。取締役会を乗っ取り、企業や超自然的な力を集め、様々なハイテク技術やクリプトナイトを使った武器の開発に力を注いでいる）の引き立て役となっている。

## パロディ
悪の組織は、その明らかに愚かな側面から、何十年もの間、風刺やパロディの格好のターゲットとなってきた。
1960年代に放送された『それ行けスマート』では、冷戦時代に秘密結社"KAOS"とアメリカの秘密諜報機関"CONTROL"（両者の組織名は正式名称の頭文字ではない）で活躍する不器用なアメリカ人スパイ、マクスウェル・スマートの戦いをコミカルに描いている。
1997年公開の『オースティン・パワーズ』ではコーヒーショップチェーンのスターバックスやハリウッドのタレント事務所を"隠れ蓑"にして、世界的な火山噴火を引き起こす掘削装置や宇宙レーザー、臓器売買、キャロット・トップの映画化など、世界征服を目論む"SPECTRE"風のパロディ犯罪組織を描いた。
FOXの『ザ・シンプソンズ』では、スプリングフィールド共和党支部を、禁断の山奥にある秘密本部で世界征服を企む政財界の大物やドラキュラ伯爵が運営する秘密組織として描いている。また、コミック版でも、悪の組織をパロディ化している。ピエロのクラスティが、彼のスパイ局"K.L.O.W.N." (Keeping Law & Order With Novelty Items)が、"W.O.O.D." (World Order of Dummies)という悪の組織を運営する権力欲に取りつかれた腹話術人形ギャボと対決するテレビドラマを提案して失敗している。

## その他
アクション映画などでの「悪の組織」は、犯罪組織、ロシアンマフィア、中東系テロ組織、南米麻薬カルテル、武器商人などが担う場合が多い。